# Edward Clarke Quackenbush
Edward Clarke Quackenbush (* 1. Oktober 1906 in Toronto; † 3. Juli 1987 in Salinas, Kalifornien) war ein kanadischer Hochfrequenz-Ingenieur und Erfinder.

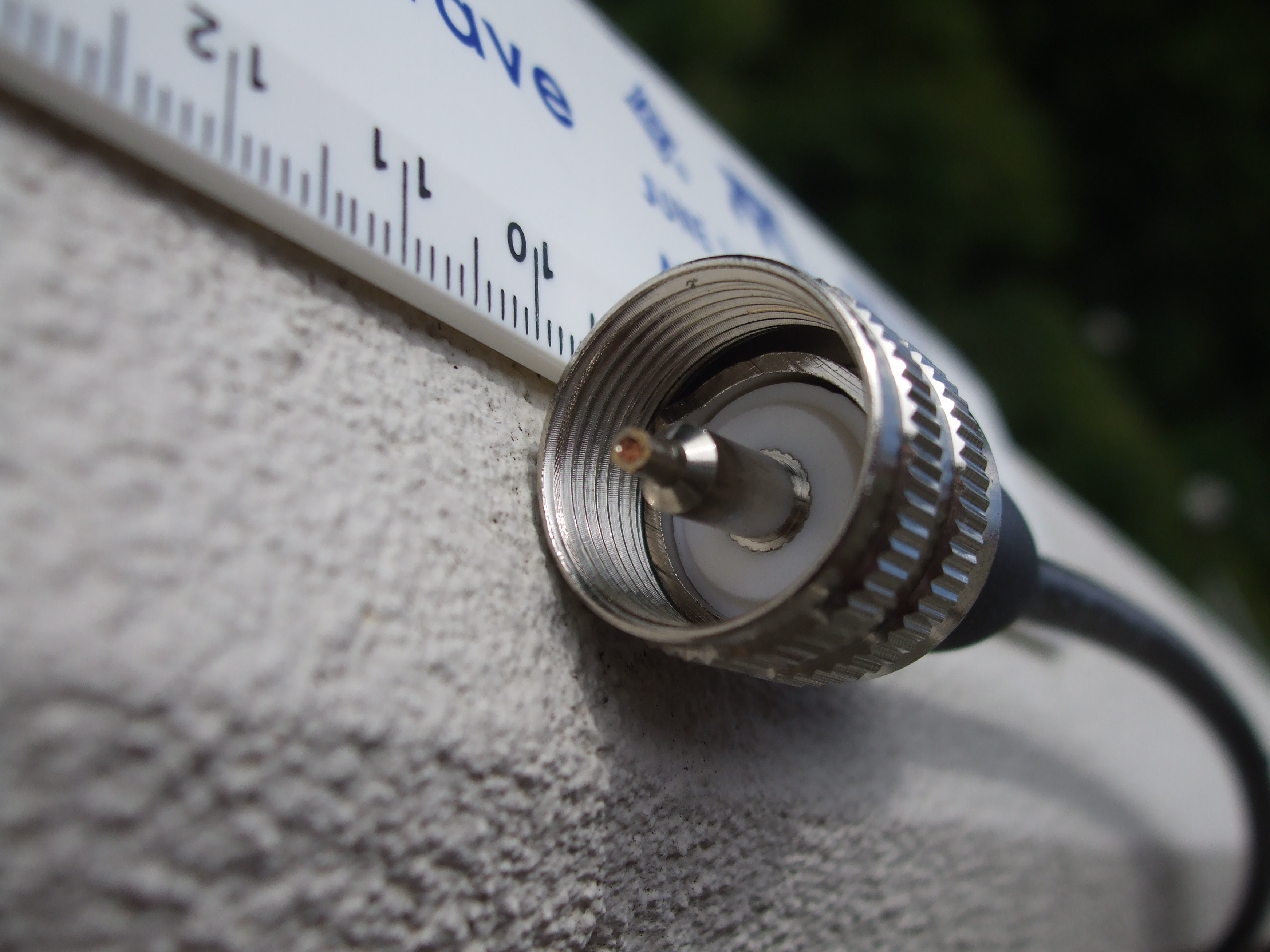
Eine seiner bekanntesten Erfindungen, der noch heute gebräuchliche UHF-Steckverbinder, stammt aus den 1930er Jahren.

Er hielt etwa fünfzig Patente zumeist auf dem Gebiet der Hochfrequenztechnik. Als Mitarbeiter der amerikanischen Firma Amphenol mit Sitz in Wallingford (Connecticut) wirkte er neben anderen Erfindern an einer der ersten Koaxialsteckverbinder, dem UHF-Steckverbinder, für Anwendungen im Frequenzbereich bis etwa 300 MHz, mit.
In seinen letzten Lebensjahren lebte er zunächst für ein Jahr in Salinas (Kalifornien) und danach in Carmel, einer Kleinstadt an der kalifornischen Pazifikküste, knapp 200 km südlich von San Francisco.
Edward Clarke Quackenbush starb im Alter von 80 Jahren im Natividad Medical Center, einem Krankenhaus in Salinas, an den bei einem Autounfall erlittenen Verletzungen, ebenso wie seine Frau Grace, die 72 Jahre alt wurde. Sie hinterließen drei Töchter, zwei Söhne, neun Enkelkinder und sechs Urenkel. Beerdigt wurde er auf dem East Side Cemetery in Woodbridge (Connecticut), unweit seiner früheren Arbeitsstätte.